# Piano del Quercione
Piano del Quercione è una frazione del comune di Massarosa, in provincia di Lucca.
Geografia fisica
Territorio
Piano del Quercione si trova in una conca circondata da colline ricoperte di oliveti e boschi, all'incirca a metà strada tra Viareggio e Massarosa. Il paese è raggiungibile dalla pianura attraverso una strada: proveniente da Montramito, costeggia il monte detto "la Gulfa"
Clima
La dolcezza del clima favorisce la coltivazione dell'ulivo, della vite e di tante colture privilegiate, come fiori, fragole, asparagi e frutta. Nei giardini crescono aranci e limoni, come nella riviera Ligure.
Monumenti e altro
Il Monumento principale di Piano del Quercione è l'olivo dei 30 zoccoli. Si tratta di un esemplare di olivo (Olea europea). Ha una circonferenza del tronco di 10,50 m, è alto 9 m e ha quasi 700 anni.
Sport
Calcio
Fino alla stagione 2014-15 La principale squadra di calcio della città è il Piano del Quercione che militava nel girone A toscano di 3^ Categoria.
Curiosità
La frazione ha degli insediamenti romani vicino all'olivo dei 30 zoccoli adesso è un'attrazione turistica chiamata CampoRomano.
1. ↑   Calcio dilettantistico, Notizie, Risultati, Classifiche, Video, su www.tuttocampo.it. URL consultato il 20 agosto 2025.